# Mores
Mores (sardinsky: Mòres) je italská obec (comune) v provincii Sassari v regionu Sardinie. Nachází se ve výšce 366 metrů nad mořem a má přibližně 1 700 obyvatel. Rozloha obce je 94,86 km².